# Микропластика у слаткој води и води за пиће
Микропластика у слаткој води и води за пиће која је недавно откривена у многим изворима слатке воде за пиће покренула је расправе о могућим импликацијама на здравље људи. Фрагменти, влакана, филм, пена и пелети су најчешће пронађени облици микропластике у узорцима површинских вода. Релативно обиље типова полимера пронађених у многим студијама одражава широку палету производене пластике и густину полимера. Микропластично загађење је први пут откривено у људској крви, а научници су пронашли ситне честице код скоро 80% тестираних људи, које могу да путују по телу и да остану у органима.
Њихов утицај на здравље још увек није познат. Али истраживачи су забринути јер микропластика узрокује оштећење људских ћелија у лабораторијиским условима, а познато је и да честице загађења из ваздуха, воде и хране улазе у тело и изазивају милионе раних смрти годишње.
Научници тек почињу да схватају здравствене ризике повезане са излагање микропластици, јер све више расту докази који сугерише да се пластика може акумулирати у телу и изазвати оксидативни стрес, упалу, инсулинску резистенцију и проблеме са јетром.  

## Историја
У слаткој води микропластика је широко откривена на глобалном нивоу. Прва студија о микропластици у слатководним екосистемима објављена  2011. године пронашла је у просеку 37,8 фрагмената по квадратном метру узорака седимента у језеру Хурон. Поред тога, студије су откриле да је микропластика присутан у свим великим језерима са просечном концентрацијом од 43.000 МП честица km−2.
Микропластика је такође откривена у слатководним екосистемима ван Сједињених Америчких Држава. У студији из 2019. спроведеној у Пољској показало се да је микропластика присутна у свих 30 проучаваних Мазурског језера са густином од 0,27 до 1,57 честица по литру.  У Канади, трогодишња студија је открила средњу концентрацију микропластике од 193.420 честица km−2 у језеру Винипег. Ниједна откривена микропластика није била микро-пелет или перле, а већина су била влакна која су настала као резултат распадања већих честица, синтетичког текстила или атмосферских падавина.
Највећа концентрација микропластике икада откривена у проучаваном слатководном екосистему забележена је у реци Рајни од 4.000 МП честица km−1.

## Основне информације
Од почетка индустријске масовне производње пластике 1950-их и њене све веће производње, микропластика се несметано и неконтролисано дистрибуира у ваздуху, води и земљишту, као мала, невидљива опасност. Неупадљиве пластичне честице угрожавају нашу животну средину и здравље. Од океана до ланца исхране, она улази у све и штети људима дивљим животињама и екосистемима.
Микропластика се може намерно додавати производима, на пример у козметици или производима за чишћење, или бити отпадни производ распадања већих пластичних делова. Уласком у животну средину преко мого различитих путева, микропластика се тешко разграђује и може представљати потенцијалну претњу за дивље животиње и здравље људи.
Микропластика се генерално карактерише као чврсте полимерне честице нерастворљиве у води које су величине ≤5 mm. Формална дефиниција за доњу границу величине не постоји, али се честице испод 1 μм обично називају нанопластиком, а не микропластиком.
Иако се микропластика често открива у животној средини, о ризицима које они представљају се расправља и углавном су непознати. Један кључни изазов у процени ризика од микропластике по људе и животну средину односи се на варијабилност физичких и хемијских својстава, састава и концентрације честица. Даље, микропластику у окружењу је тешко идентификовати и стандардизоване методе не постоје.
Доминантни извор микропластике је често фрагментација веће пластике или хабање производа, међутим стопа фрагментације у природним условима није позната.  Како су ова сазнања недовољана она ометају проспективну процену изложености и ризик.  У том смислу у овој неизвесној области, покренути су регулаторни напори да се испита безбедност микропластике.
Присуство микропластике је пријављено за узорке ваздуха, хране и воде за пиће, а недавно су размотрене и импликације микропластике на здравље људи.
Иако може доћи до излагања микропластици путем гутања или удисања, ефекти на људско здравље су још увек  недовољно познати. Ако се удише или прогута микропластика, ограничени подаци из студија на животињама сугеришу да се она може акумулирати и изазвати токсичност честицама које изазивају имунолошког одговор.
Хемијска токсичност микропластике може настати услед испирања хемикалија повезаних са пластиком (адитива као и адсорбованих токсина). Такви ефекти ће вероватно зависити од дозе, међутим тренутно недостаје знање о нивоима изложености. 
Такође, биофилмови који расту на микропластици могу бити извор патогених микроба. Стога, иако постоје потенцијалне хемијске опасности, опасности од честица и микроба које су повезане са микропластиком, тренутни нивои изложености, укључујући воду за пиће, морају се прво квалитетно проценити.
Свеприсутност микропластике свих величина у површинским, подземним и отпадним водама, поставила је питање да ли долази до загађења воде за пиће. До данас постоји само ограничен број студија које се баве овим питањем и оне су заиста пријавиле присуство микропластике у води из славине и флашираној води. Неке од ових студија изазвале су велику пажњу у научној заједници, као и у медијима, стављајући питање о изложености људи микропластици преко воде за пиће високо на дневни ред агенција за јавно здравље широм света. У ширем смислу, осигурање безбедне воде за пиће је високо позииционирано на политичком плану, са наменским циљем безбедне и приступачне воде за пиће у оквиру Циљева одрживог развоја.
До данас постоји око 50 студија које дају податке о концентрацији микропластике у води за пиће или њеним изворима слатке воде, односно површинске и подземне воде, као и (индиректно) отпадне воде. Ове студије дају податке за одређене врсте воде, али методе узорковања, изоловања, пречишћавања и идентификације микропластике се веома разликују међу студијама. Тренутно недостаје систематски преглед коришћених методологија и карактеристика студија. Постоји неколико прегледа који наглашавају важност микропластике у слатким водама. или који посебно разматрају процесе или моделе у слатким водама.

## Супротстављени ставови
Како не постоје стандардне методе узорковања, екстракције и идентификације за микропластику, квалитет великог броја студија које су истраживале микропластику у води за пиће, које су спроведене у главним изворима слатке воде често су неуједначене, јер не укључују увек и процену података о појави микропластике из речне и језерске воде, подземних вода, воде из славине и флаширане воде за пиће.
Микропластика је често присутна у слаткој води и води за пиће, а концентрације су се кретале од десет редова величине (1 × 10−2 до 108 #/m3) у појединачним узорцима и типовима воде. Међутим, само четири од 50 студија добиле су позитивне оцене за све предложене критеријуме квалитета, што имплицира да постоји значајна потреба да се побољша осигурање квалитета узорковања и анализе микропластике у узорцима воде. 
Редослед у глобално откривеним полимерима у овим студијама је 
ПЕ ≈ ПП > ПС > ПВЦ > ПЕТ,
што вероватно одражава глобалну потражњу за пластиком и већу тенденцију да се ПВЦ и ПЕТ таложе као резултат њихове веће густине. Фрагменти, влакна, филм, пена и пелете су били најчешће пријављени облици микропластике. 
Тренутни став струке је да је потребно више висококвалитетних података о појави микропластике у води за пиће, да би се боље разумела потенцијална изложеност и да би се прибавиле информације о процени ризика по људско здравље.

## Мере превенције
Недавне студије су откриле да се честице нано и микропластика, величине хиљадитог дела милиметра у пречнику, пронађене у мноштву производа, па чак и у води из славине, могу великим делом углонити методом филтрирањен и кувањем, и тиме драматично смањити количина микропластике у води коју пијемо. 

### Филтрирање
Ефикасно уклањање микропластике преко постројења за пречишћавање отпадних вода је кључно за спречавање преноса микропластике из друштва у природне системе воде. Ухваћена микропластика у постројењима за пречишћавање постаје део муља произведеног у постројењима. Проблем је што се овај муљ често користи као ђубриво за фарме, што значи да пластика поново може да доспе у слаткооводне водене системе.
Fionn Ferreira, 2019. године, развио је уређај за уклањање микропластичних честица из воде помоћу ферофлуида. Након 1.000 тестова, метода је била у 87% случајева  ефикасна у уклањању микропластике свих врста из воде. Најефикасније уклоњена микропластика била је она из машине за прање веша, а најтеже за уклањање била је полипропиленска пластика. Ова методологија представља нову прилику за скрининг микропластике пре него што је рибе конзумирају као храну.

### Кување воде
Нова студија , објављена 28. фебруара 2024. године у  Environmental Science & Technology Letters, открила је да кључање воде богате минералима, у трајању од само пет минута, може смањити  и до 90% количину нано и микро честица пластике, величине хиљадитог дела милиметра у пречнику.
Одређени напредни системи за филтрирање воде такође могу ухватити и помоћи у уклањању неких нано и микро пластичних честица из воде са славине. Међутим имајући у виду да на глобалном нивоу  напредни системи за филтрирање воде нису свима доступни због високе цене, истраживачи су желели да смисле друге опције за уклањање микропластике, које се посебно могу применити у сиромашнијим земљама, јер су јефтиније и приступачније решење за чисту воду. У таквим земљама кључала вода може бити безбедно и једноставно решење које може ефикасно деконтаминирати воду од микропластике из славине у домаћинству, показала су најновија  открића.